# De kleren van Sinterklaas
De kleren van Sinterklaas is een Nederlandstalig prentenboek, geschreven door Paul Biegel en geïllustreerd door Sanne te Loo. Het boek werd in 2008, twee jaar na het overlijden van Biegel, postuum uitgegeven bij Uitgeverij Lemniscaat in Rotterdam, en is daarmee tot op heden het laatste werk van de Bussumse schrijver.

## Inhoud
Wanneer de kleine Anoek in de logeerkamer een koffer vindt met de kleren van Sinterklaas concludeert ze dat de goedheiligman bij haar thuis komt slapen. Haar moeder reageert verschrikt en zegt dat ze dat niet mag zien maar zegt dan dat de Sint inderdaad komt logeren maar heel vroeg opstaat en heel laat terugkomt, waardoor Anoek hem nooit zal zien. Op school wordt ze niet geloofd, maar dan is het 5 december en haar vader zegt dat de volgende dag de Sint het rustig aan kan doen en wellicht voor het ontbijt blijft voor hij teruggaat naar Spanje. Als een vriendinnetje Anouk de volgende ochtend komt ophalen, zit de Sint inderdaad aan de ontbijttafel, met alle kinderen uit de buurt om hem heen. Want daar waar de kleren van Sinterklaas zijn, daar is Sinterklaas ook.